# Accelerated-X
Accelerated-Xとは、Xi Graphics,Inc.が開発したX Window サーバーである。

## 開発の経緯
当時、オープンソースのX Window ServerとしてはXFree86プロジェクトがあった。SVGAやIBM 8859系互換を出発点としたグラフィックカードメーカーは、XFree86プロジェクトが要請したグラフィクスドライバ作成上必要となる資料やソースの開示に好意的であったが、Matrox社など幾つかのグラフィックカードメーカーは要請に対して開示を拒んだ為、アクセラレーションが有効なサーバーを作る事ができなかった（これは技術的な要請というより、NDA契約等が必要という法的な理由が開発を困難にしていた。たとえば、その当時既にWindows NT DDKではMatroxのビデオドライバはソースコードが公開されていたが、著作権法上流用できなかった）。Xi Graphicsは、この問題に対して「一企業としてグラフィクスカードメーカーとNDA契約を結んでサーバーを開発する」という手法をとり、XFree86をベースにNDA契約でもたらされたソースと資料を基にLinux用 Accelerated-Xを完成、これを$40前後という低価格で発売した（当時、製品は１枚のフロッピーディスクが送られてきた。これをXFree86をインストールした環境にコピーして実行する）。アクセラレーションが有効なサーバーが実費程度で購入できる事から、Accelerated-Xは人気を博した。その後、殆どのグラフィクスカードメーカーがグラフィクスドライバを製作するのに必要な技術やソースを開示した事から、Xi GraphicsはOpenGLなど3Dアクセラレーションに対応した高機能サーバー製品開発へと方針転換した。現在はデュアルヘッド対応サーバーなど多彩な製品ラインナップを持つ。

## 沿革
- Accelerated-Xをリリース
- OpenGLなど3Dアクセラレーションに対応
- ビデオオーバーレイなどマルチメディアに対応

## リンク
- Xi Graphics, Inc.